# Cantó de Laval-Nord-Oest
El cantó de Laval-Nord-Oest és un cantó francès del departament del Mayenne, situat al districte de Laval. Té 1 municipis i el cap es Laval.

## Municipis
- Laval (part)

## Història
| Data d'elecció                           | Identitat      | Partit                    | Qualitat |
| ---------------------------------------- | -------------- | ------------------------- | -------- |
| 1973-1979                                | René Sauleau   | PS, després Divers gauche |          |
| 1979-1985                                | M. Trocherie   | RPR                       |          |
| 1985-2004                                | Paul Lépine    | UDF, després UMP          |          |
| 2004-                                    | Claude Gourvil | LV, després EELV          |          |
| les dades anteriors no són pas conegudes |                |                           |          |
|                                          |                |                           |          |

## Demografia
| A partir de 1990: Població sense dobles comptes |